# Rott (Amper)
Die Rott ist ein etwa 19 km langer, südwestlicher Zufluss des Ammersees bei Dießen im Landkreis Landsberg am Lech in Bayern.

## Verlauf
Die Rott entspringt als Rottgraben westlich von Polling-Kugelsbühl im Landkreis Weilheim-Schongau, läuft einen halben Kilometer westlich und dann etwa anderthalb Kilometer nordwestlich bis zum Zulauf eines ungefähr gleich langen Zuflusses aus dem Süden bei Wessobrunn-Blaik, in dessen Zuflussrichtung sie dann nördlich weiterzieht. Schon nach wenigen Schritten läuft von links der Schrallengraben zu, der deutlich höher am oberen Hang des Schrallenwaldes östlich von Wessobrunn-Burgstall entsteht, wenig später von derselben Seite der Ulrichbach. Weiter abwärts speist sie bei der Moosmühle der Gemeinde den langgestreckten Zellsee. Nach dessen Nordspitze bei der Sähmühlensiedlung Weghaus von Weilheim in Oberbayern läuft von links der Schlittbach zu, der westlich von Wessobrunn entsteht und von vielen kurzen Hangbächen in dessen Süden gespeist wird. Ab hier heißt das Gewässer nun Rott.
In einer feuchten Wiesenaue zieht die Rott nun weiter nordwärts zwischen den Waldgebieten Lichtenau rechts und Stiller Wald links, schon zu Beginn erreicht von der Seite des Stiller Waldes der Mühlbach die Rott, bald darauf der Steingraben, der ihn ab seinem Südwestrand beim Wessobrunner Dorf Haid durchläuft. Noch vor dem Weiler Stillern in der Aue, dem ersten Ortsteil von Raisting am linken Ufer, fließt von links der Kohlgraben zu, ungefähr die Grenze zwischen dem Stiller Wald und dem nördlich anschließenden Forst Bayerdießen. Dann nimmt die Rott, nachdem sie sich nun nach Nordnordosten gewendet hat, aus diesem großen Waldgebiet kurz nacheinander den Rehgraben und den bedeutenderen Michelbach auf. An dessen Mündung endet zu beiden Seiten der Wald und das Gewässer tritt in die Flurlandschaft um Raisting ein, das es danach knapp am Ostrand durchläuft. Die Rott passiert die nördlich gleich ans Dorf anschließende Ertlmühle, wo ein Wehr das Gewässer anstaut und der Möslegraben vom linken Hang den Mühlteich speist. Gleich darauf wird sie von der Bahnlinie Weilheim–Augsburg und der Kreisstraße 9 des Landkreises Weilheim-Schongau überquert, neben der Straßenbrücke steht beim Weiler Rothbad ein Pegel des Wasserwirtschaftsamtes Weilheim, gleich danach läuft wiederum vom linken Hang der Ammertalebene, in der hier die Rott schon fließt, aus einer kleinen Schlucht der Burggraben zu.
Danach fließt die Rott durch das Flachland südlich des Ammersees, das von Entwässerungsgräben durchzogen wird und weiter im Süden trockengelegt ist. Dort trifft sie mit der von rechts kommenden und sehr mäandrierenden Alten Ammer zusammen. Diese Alte Ammer ist der ehemalige Unterlauf der Ammer, der von dieser etwa zwei Kilometer südöstlich des Zusammenflusses in den Jahren 1920–1924 abgetrennt wurde, nachdem man für die Ammer ein neues Flussbett gegraben hatte. Der Altarm blieb nach der Korrektur ohne Durchlauf, erhält aber seit 2002 wieder von der Ammer durch ein Stahlrohr unter dem Ammerdeich hindurch etwas Wasser, dessen durchschnittliche Menge aber immer noch die Regelwassermenge der Rott deutlich übertrifft. Von amtlicher Seite wird das Flussbett des ehemaligen Ammerunterlaufs ab dem Zusammenfluss heute der Rott zugerechnet. Die Rott fließt in diesem noch knapp drei Kilometer nördlich und mündet an der Spitze einer schmalen, über einen halben Kilometer langen Verlandungs-Halbinsel östlich von Dießen und inzwischen im Landkreis Landsberg am Lech in den Ammersee, den dann die nunmehr Amper genannte Ammer entwässert.

## Zuflüsse
- Schrallengraben (links)
- Ulrichbach (links)
- Schlittbach (links)
- Mühlbach (links)
- Steingraben (links)
- Kohlgraben (links)
- Rehgraben (links)
- Michelbach (links)
- Möslegraben (links)
- Burggraben (links)
- Alte Ammer (rechts)

## Klassifizierung
Die Rott ist von der Einmündung des Michelbachs bis zur Mündung in den Ammersee ein Gewässer 2. Ordnung. Für diese Strecke ist deswegen der Bezirk Oberbayern für Unterhalt und Ausbau des Flusses zuständig.

## Hochwasserschutz
Nach den Schäden des Hochwassers 2002 beantragte die Gemeinde Raisting beim Wasserwirtschaftsamt Weilheim eine Machbarkeitsstudie für Hochwasserschutzmaßnahmen. Engstelle bei Hochwasser ist dabei die Rottbrücke im Ort Raisting. Die Gemeinde entschied sich wegen der hohen Kosten von geschätzten 6 Millionen Euro gegen die anfangs gewünschten drei Hochwasserrückhaltebecken flussaufwärts vor Raisting und damit für den innerörtlichen Ausbau von Schutzmaßnahmen durch Erhöhung bereits bestehender und Errichtung neuer Dämme zu etwa 200.000 €. Diese Maßnahmen wurden in drei Bauabschnitten bis 2009 umgesetzt.

## Renaturierung
Die Rott wurde im Unterlauf in den 1920er-Jahren begradigt und eingedeicht. Dadurch konnten die Wiesen um die Rott als Futterwiesen genutzt werden. Zuvor war wegen der häufigen Hochwasser in der Erntezeit nur eine Nutzung als Streuwiesen möglich. Mittlerweile ist man zum Rückbau der Rott zu einem naturnahen Gewässer übergegangen. 2004 erfolgte die Renaturierung des Unterlaufs der Rott flussabwärts hinter Raisting bis zum Zusammentreffen mit der Alten Ammer. Danach begann man Wehre und Abstürze in Sohlrampen umzuwandeln zur Wiederherstellung eines ökologisch ausgeglichenen Bachsystems im gesamten Lauf, um Wasserlebewesen wieder Wanderungen im Fluss zu ermöglichen.

## Namensherkunft
Die Rott wird um 1065 in der Wessobrunner Gründungslegende als Rota bezeugt. Rota könnte auf indogermanisch *rota „Rad“ zurückgehen und in etwa „das eilende Wasser“ bedeuten. Wahrscheinlicher ist jedoch eine Namensbildung als Folge der bajuwarischen Landnahme aus dem althochdeutschen substantivierten Adjektiv rot „rot“, woraus sich als Bedeutung „die Rote“ ergäbe. Die Benennung könnte auf Grund roter Bachbettfarbe oder wegen moorigen Wassers erfolgt sein.

## Anhäufung von Rott-Namen in der Gegend
In unmittelbarer Nähe der Rott, etwa zwei Kilometer westlich des Zellsees, entspringt in Forst noch eine weitere Rott, die man meist Rottbach nennt, und die durch die nach ihr benannte Gemeinde Rott fließt, um dann etwas weiter westlich in den Lech zu münden. In der Wessobrunner Gründungslegende wird zudem der große Wald, der sich auf dem Gebiet der heutigen Gemeinde Wessobrunn (mitsamt Forst) erstreckte, „Rotwald“ genannt, ohne dass klar wird, worauf sich das Bestimmungswort bezieht.